# Casino National (Budapest)
Le Casino National (en hongrois Nemzeti Casino) est un ancien gentlemen's club de Budapest.

## Historique
Le 24 avril 1827, le comte István Széchenyi décide de fonder une association afin de promouvoir l'éducation publique, l'intérêt général et créer un lieu de rencontres amical. L'idée rencontre un vif succès et, en quelques jours, 108 personnes postulent. Le 10 juin de la même année se tient la réunion inaugurale du "Casino National"  au sein de la Maison Fogel de la rue Dorottya (futur n°5), dont Széchenyi à loué tout le premier étage. La réunion est présidée par le baron József Brudern sur proposition de Széchenyi présent comme conférencier, et le procès-verbal est conservé par Gábor Döbrentei (en). Le jour de la séance inaugurale, le nombre de membres est de 175. Le casino compte 352 membres en 1840, 466 en 1840, 445 en 1850, 474 en 1860, 744 en 1870, 716 en 1880, 719 en 1890 et 723 membres en 1895. 
L'archiduc Eugène, le prince Albert Edward de Galles, héritier du trône anglais, et Rodolphe d'Autriche, héritier du trône austro-hongrois, sont membres d'honneur. Ces deux derniers offrent au Casino National un portrait en pied grandeur nature en 1889. Pour être admis, les candidats devaient être reconnus pour leur intégrité, leur honnêteté, leur bonne éducation et leur indépendance. Le nom du club lors de sa création est Casino de Pest (Pesti Casino), puis devient Casino National (Nemzeti Casino) à partir de 1830.
La guerre d'indépendance hongroise de 1848-1849 a naturellement trouvé le Casino National parmi ses soutiens, et lorsque le gouvernement a appelé les habitants à se sacrifier, il n'a pas hésité à donner son or, ses bijoux et sa fortune (20.000 forints) mis de côté pour acheter la maison d'association. Il fit de même lors de l'inondation de Szeged en 1879 (hu).
À partir de 1830, le Casino loue la maison Vogel, sur la rue Dorottya à Pest, ainsi que le palais Lloyd. L'association loue pour la première fois en 1859 puis acquiert le palais Cziráky (rue Hatvani 5) en 1871 sous le mandat du directeur comte Antal (hu) Szapáry. Le palais est entièrement repensé pour les besoins de l'association et bâtiment est spécialement modifié entre 1874 et 1884 selon les plans de Miklós Ybl et passe alors pour être l'un des clubs européen des plus confortable et divertissant. Ses salons sont décorés avec un luxe princier et sont garnis d'objets et de meubles précieux. Sa bibliothèque contient plus de 30.000 volumes dont un certain nombre de livres rares, sa salle de lecture proposent 190 journaux nationaux et étrangers. À la fin des années 1890, le droit d'entrée unique est de 200 forints et la cotisation annuelle fixée à 120 forints. À cette époque, le revenu annuel brut du casino dépassait en moyenne les 150.000 forints: il couvrait tous ses besoins et, s'il avait un excédent, l'utilisait à des fins culturelles. Lors de son assemblée générale du 22 janvier 1896, année des festivités du Millénaire de 1896, le Casino crée une fondation de 10.000 forints pour le développement de la langue hongroise et la promotion du développement national, répartie entre 14 associations culturelles hongroises. L'association avait deux organes directeurs: un conseil de trois membres dirigé par un président-administrateur et un conseil de 50 membres. En 1941, environ un tiers des membres de ce dernier, soit 16 personnes, n'étaient pas des aristocrates.
Le Casino National fonctionne jusqu'en 1944 où le bâtiment est si gravement endommagé lors de la bataille de Budapest qu'il est démoli. 

## Galerie

### Bâtiments

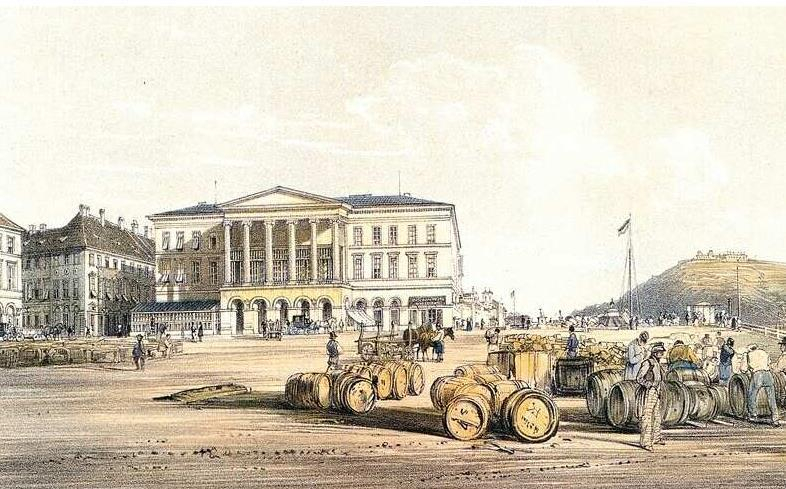
Casino National au sein du palais Lloyd (vers 1840)
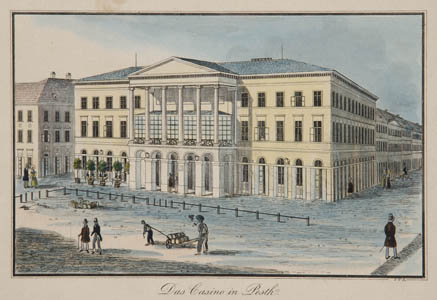
Le Casino National (palais Lloyd) par Johann Vinzenz Reim (de) (ca 1850)
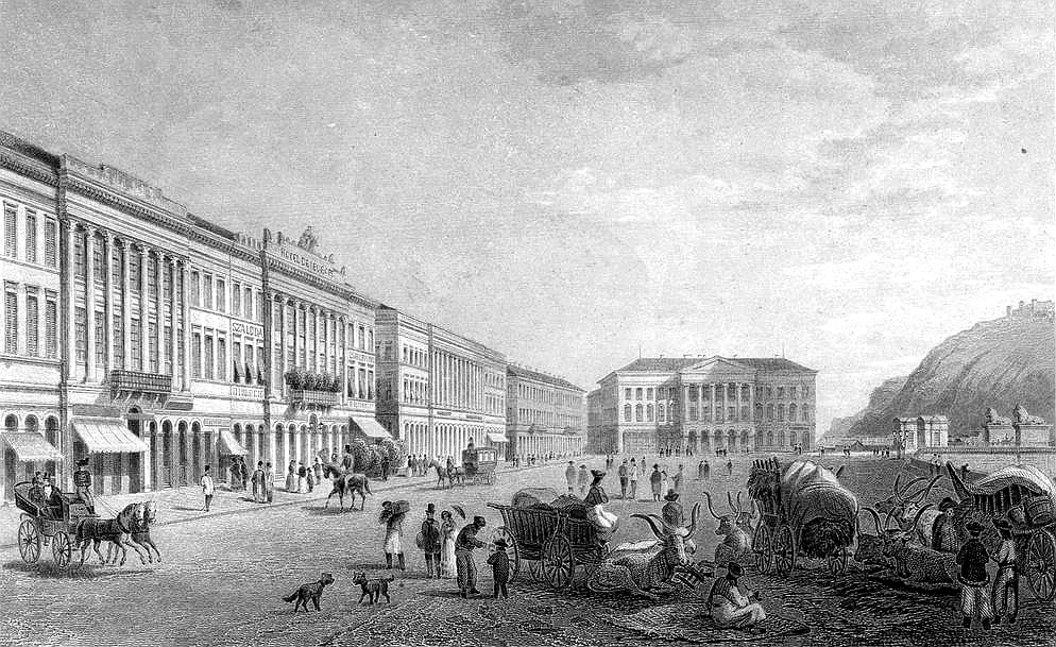
Le palais de Feldunasor et le Casino National (palais Lloyd), par Ludwig Rohbock (ca 1850)
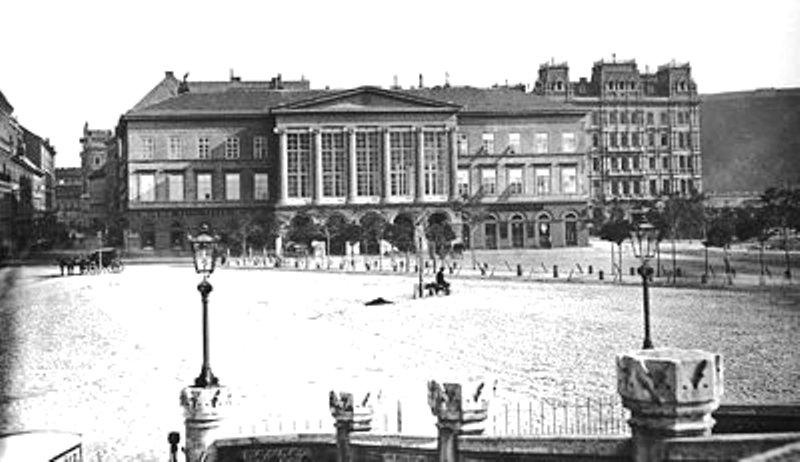
Palais Lloyd vers 1887
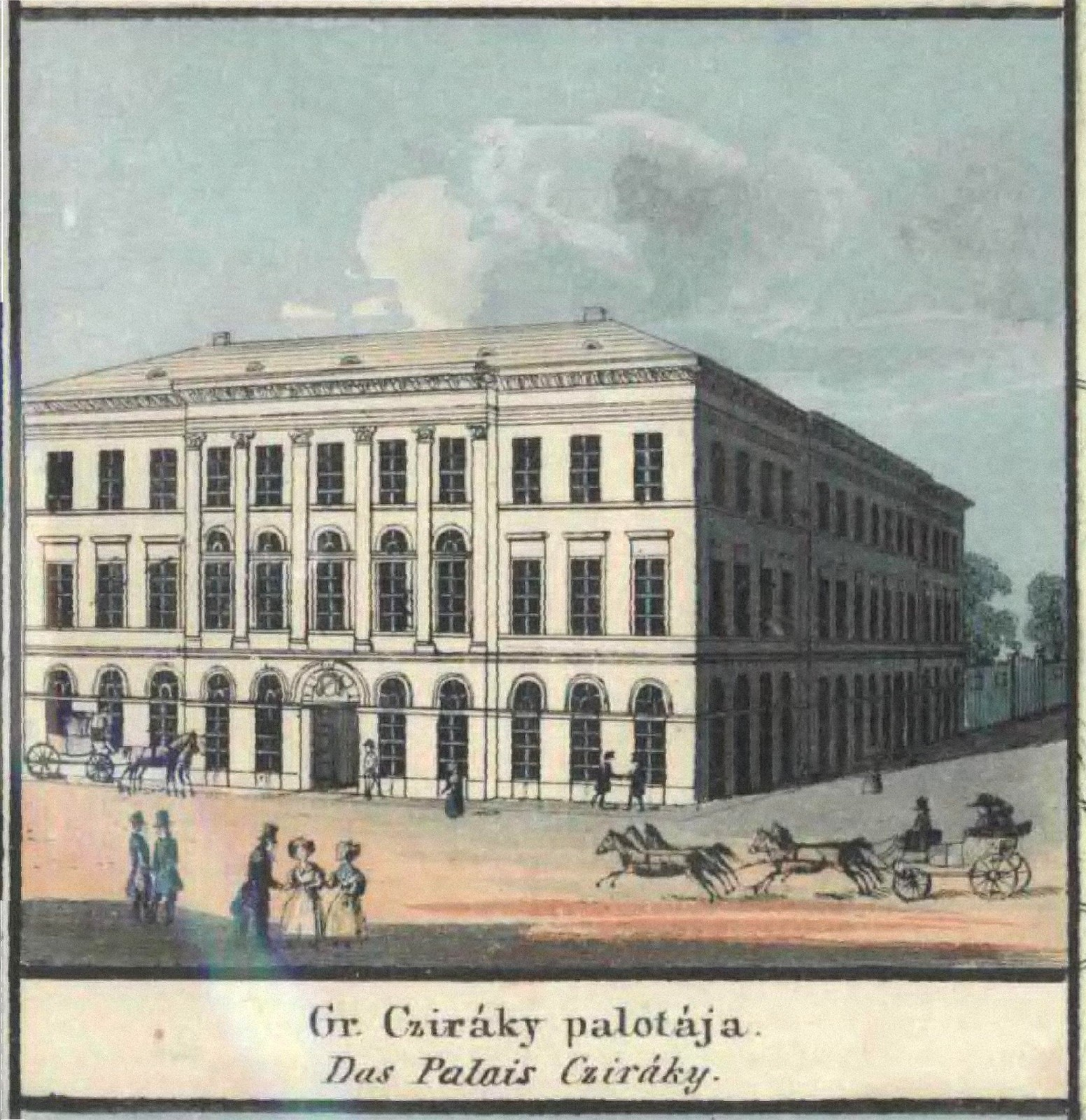
Palais Cziráky (lithographie de Carl Vasquez-Pinas von Löwenthal (de), 1837)

### Intérieur

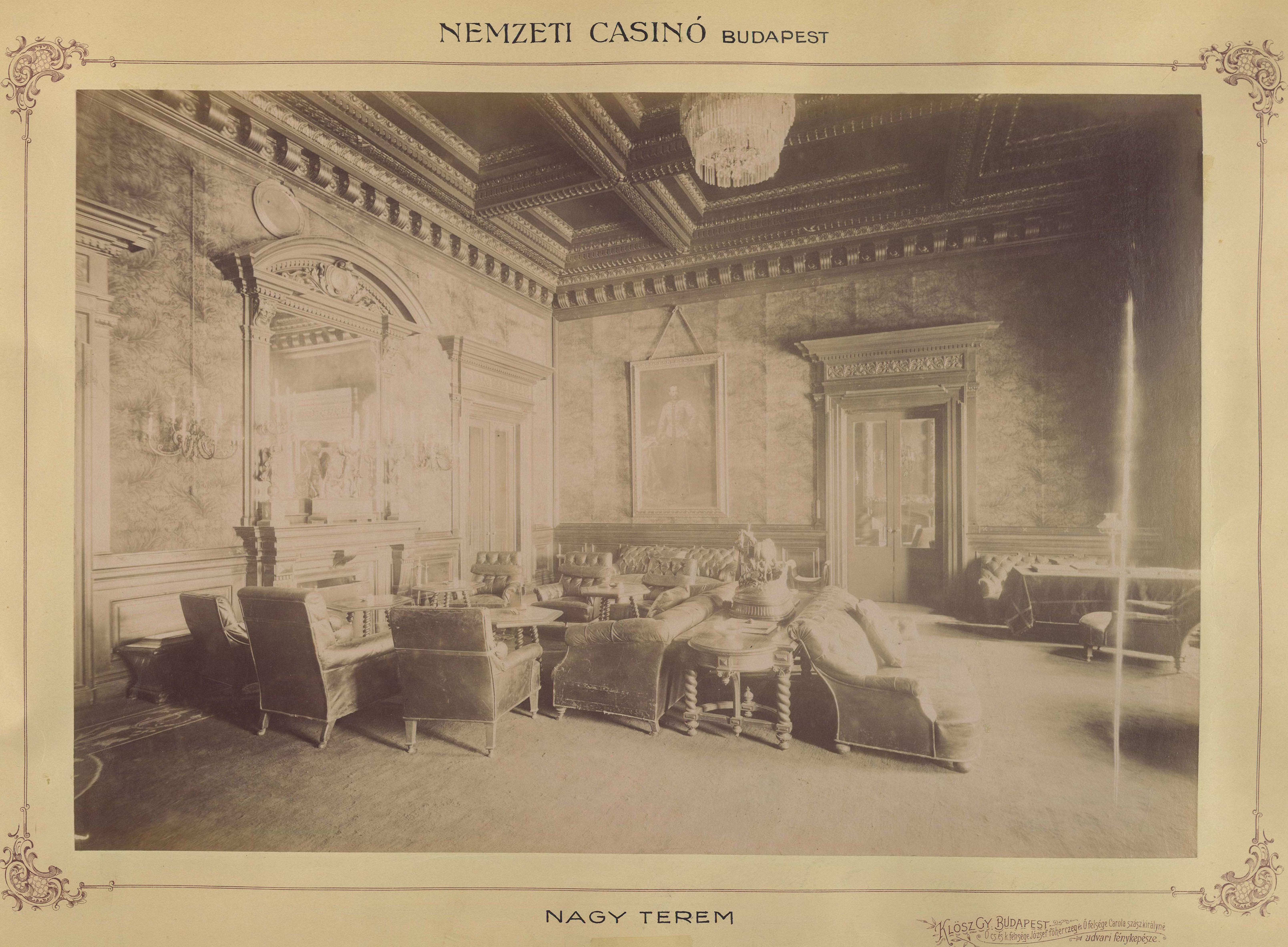
Grand salon du Casino National (palais Cziráky)  (György Klösz, 1890)
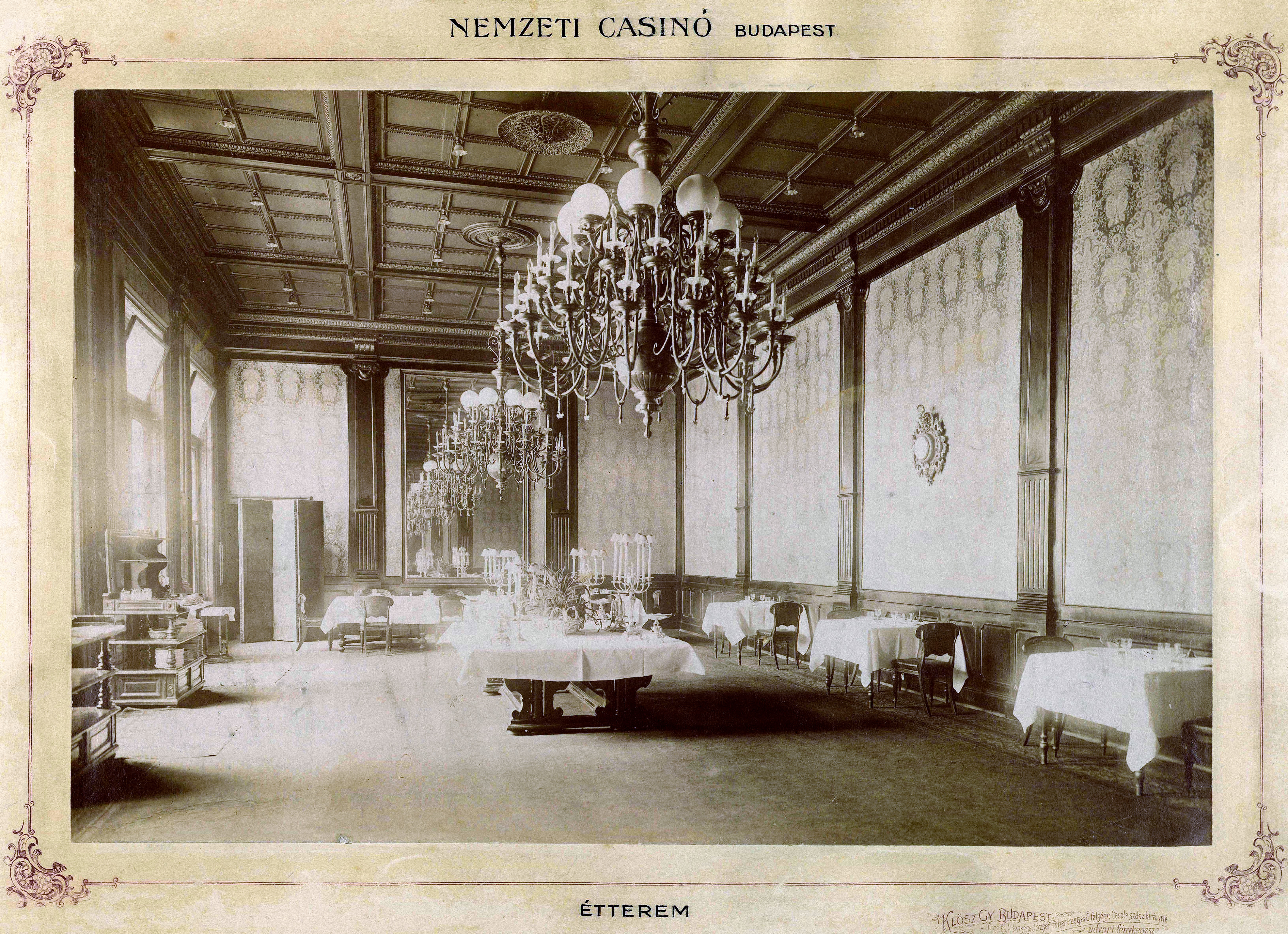
Restaurant du Casino National
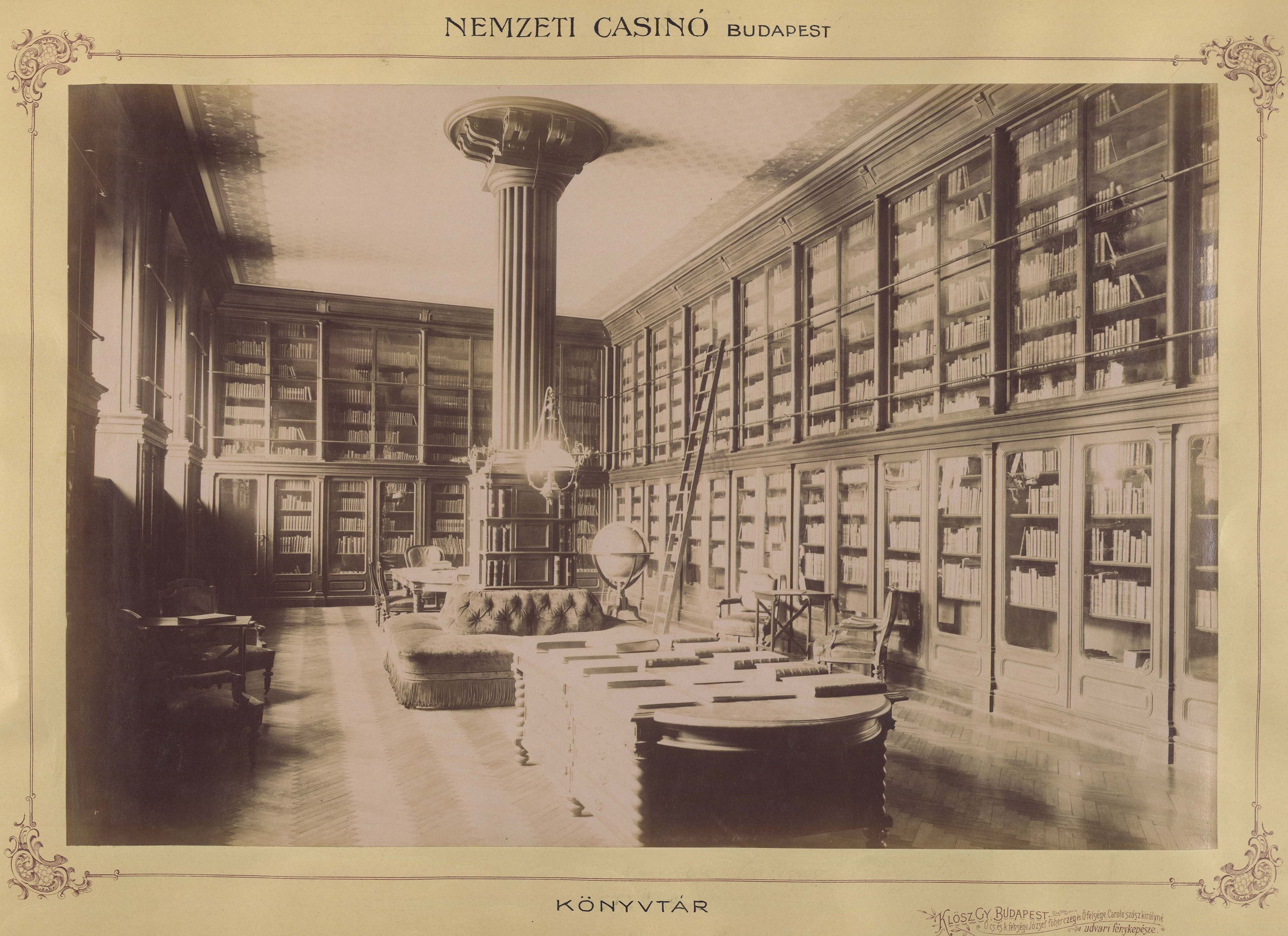
La bibliothèque
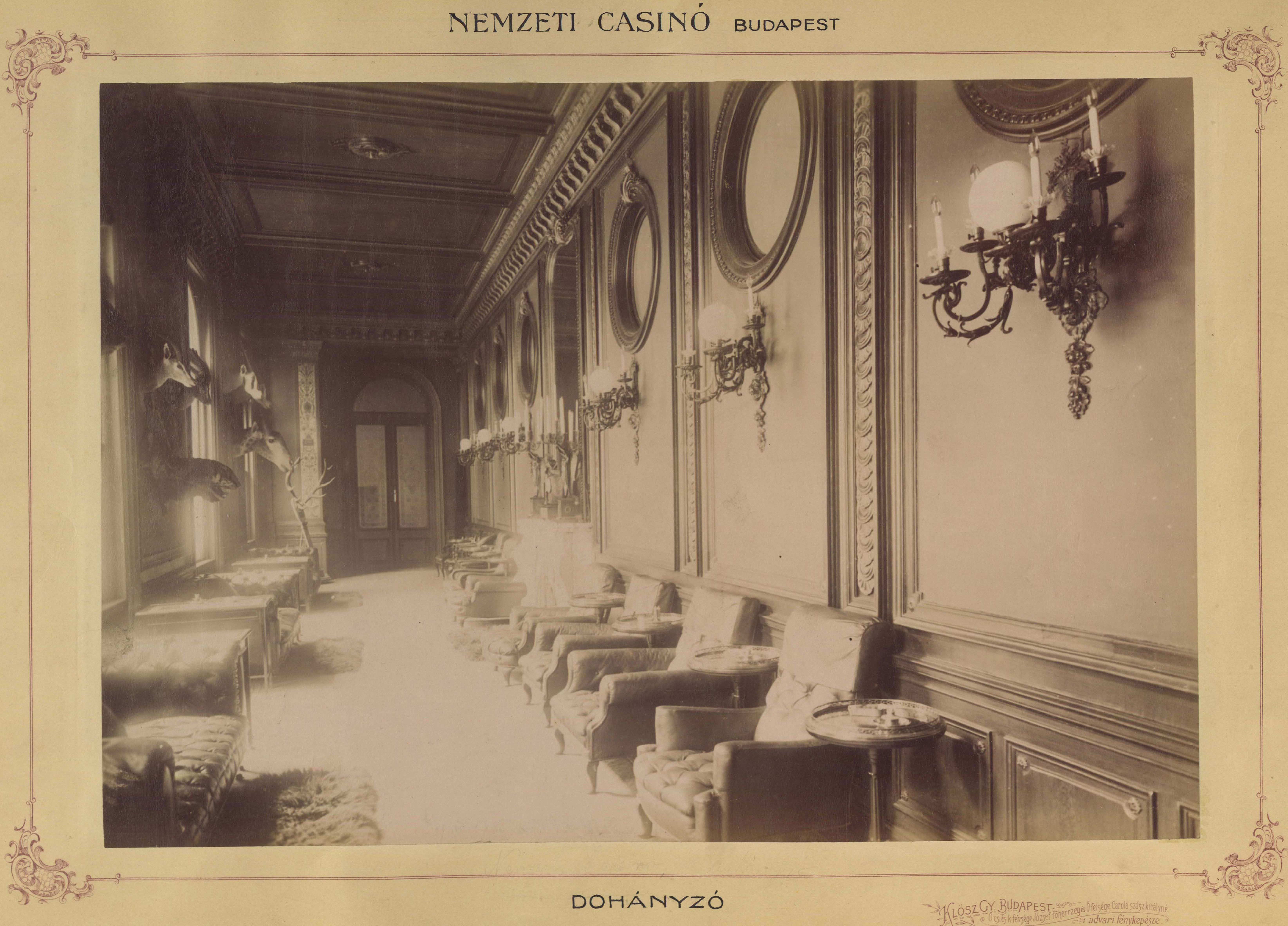
Le fumoir
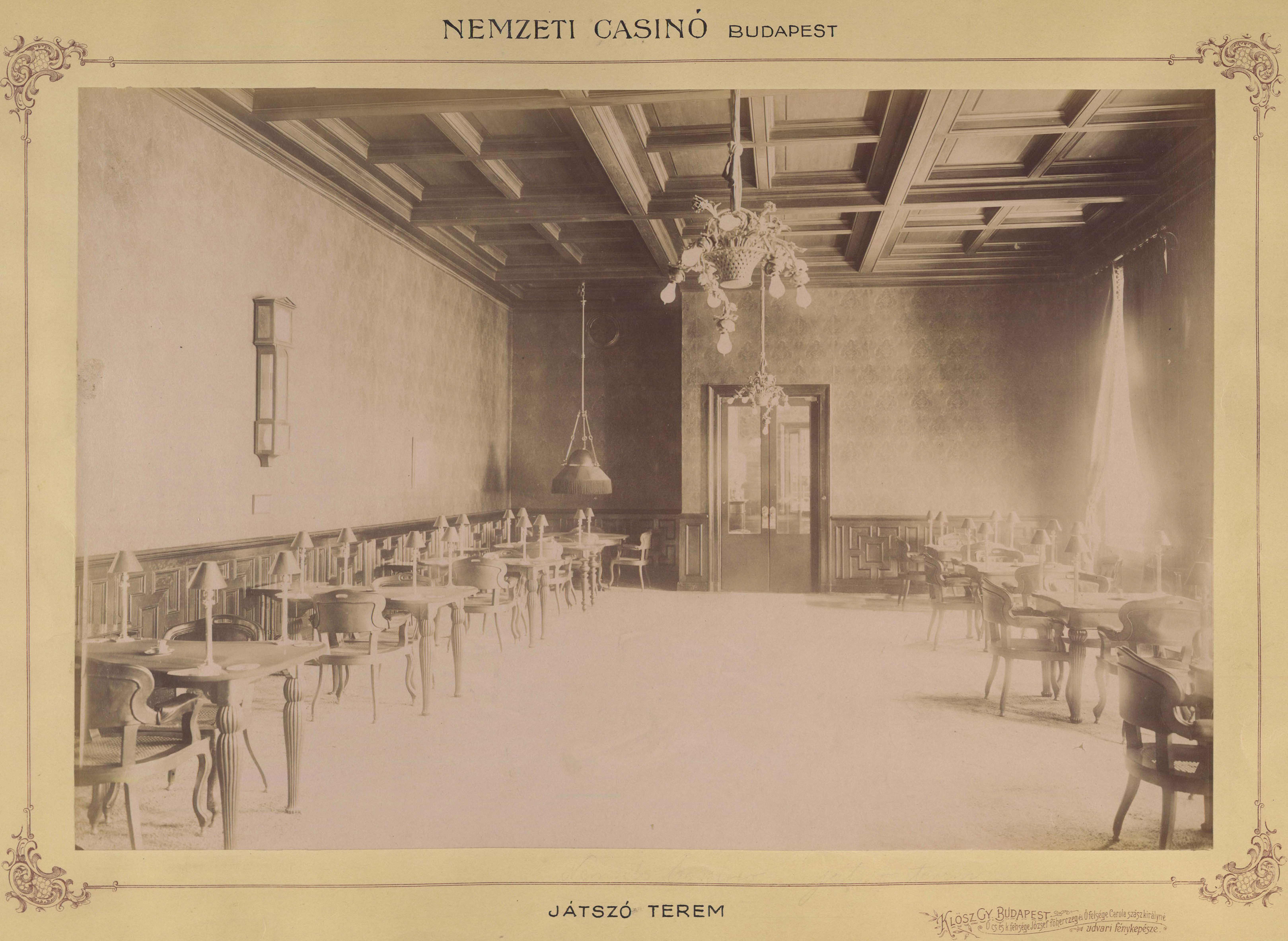
Salle de jeu
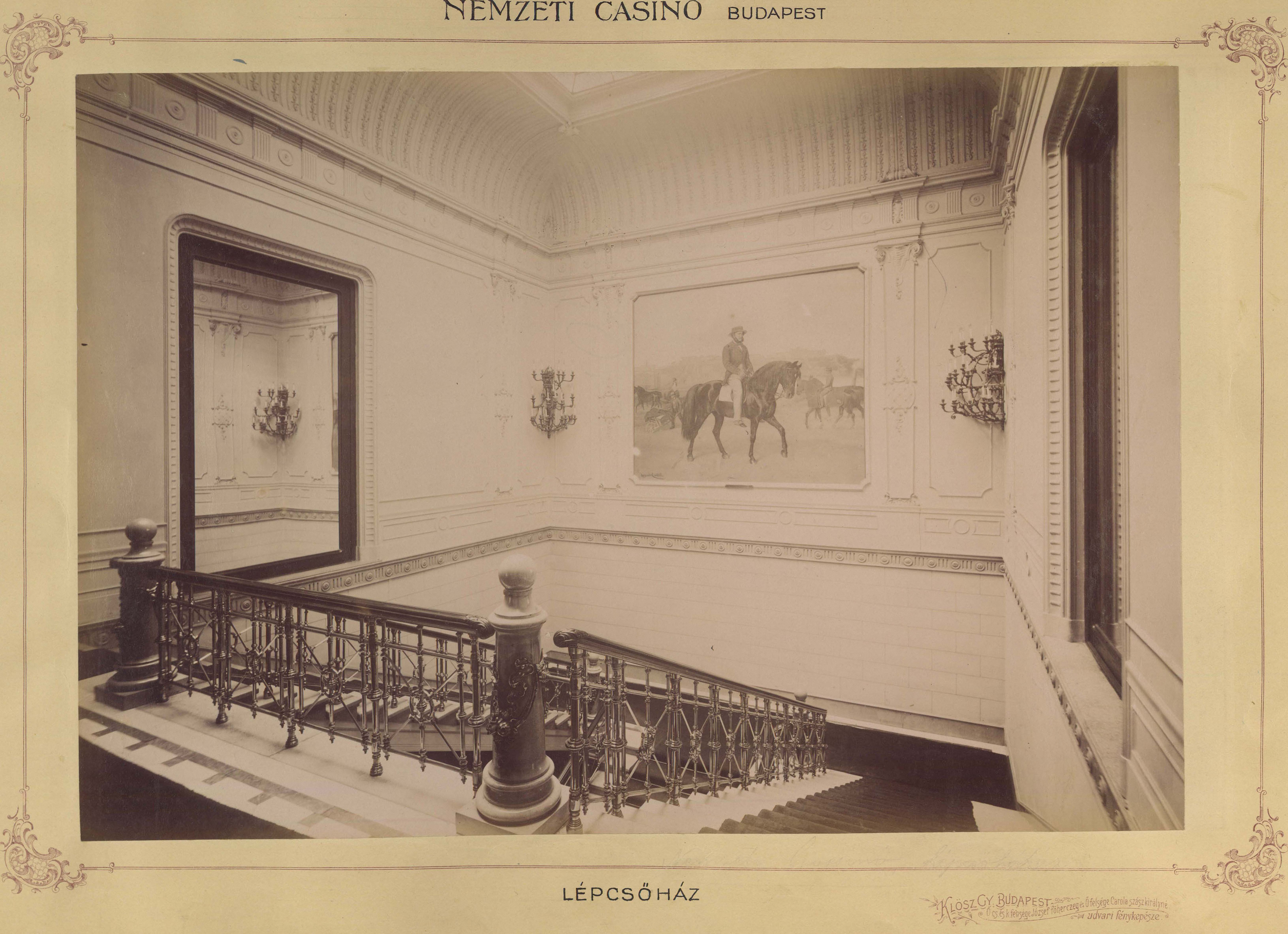
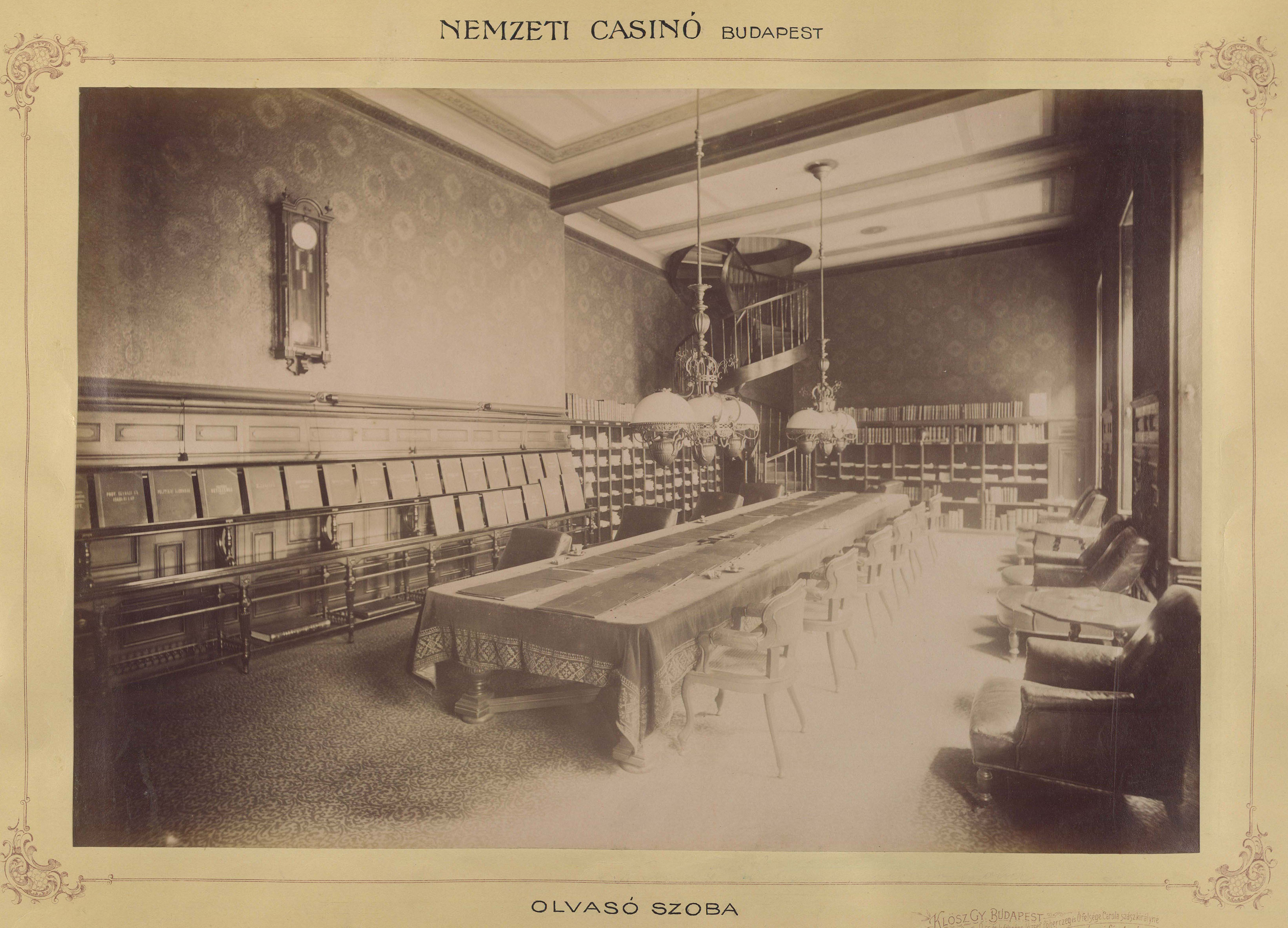
Salle de lecture